# Schenefeld (Kreis Steinburg)
Schenefeld település Németországban, Schleswig-Holstein tartományban. Lakosainak száma 2753 fő (2023. december 31.).

## Népesség
A település népességének változása:
| Lakosok száma | 1860 | 2576 | 2587 | 2623 | 2734 | 2753 |
|               | 1975 | 2017 | 2019 | 2021 | 2022 | 2023 |